# Serious Barbarian II
『Serious Barbarian II』（シリアス・バーバリアンツー）は、大沢誉志幸8作目のスタジオ・アルバム。1989年10月8日にEPIC・ソニーよりリリース。現行盤は2013年7月17日ソニー・ミュージックダイレクトよりリリースされたBlu-spec CD2である。

## 解説
前作『Serious Barbarian』から僅か半年でのリリースとなった続編。この「Serious Barbarian」シリーズは全3部作で、本作発売の1年後に完結編である『楽園 Serious Barbarian III』がリリース。第2部である本作発売商品以降、大沢所属のEPIC・ソニーを含むCBS・ソニーグループ発売作品の規格品番が改正、本作（1989年発売盤）規格品番は「ESCB 1001」。
ジャケットはグリーンを基調としたアートワークで、深緑色背景に鶯色のスーツを着た大沢の顔写真の周囲に沿って、黄緑色でアルバムタイトルとアーティスト名が円状に配置されている。

## 収録曲
| 全編曲: 大沢誉志幸、小滝満。 |                                             |                           |            |       |
| #                            | タイトル                                    | 作詞                      | 作曲       | 時間  |
| 1.                           | 「G」                                       | K.Inojo                   | 大沢誉志幸 | 3:37  |
| 2.                           | 「REAL ACTION」                             | 竹内学                    | 大沢誉志幸 | 2:49  |
| 3.                           | 「MASCULIN-FÉMININ～ Serious Barbarian II」 | 尾上文                    | 大沢誉志幸 | 7:48  |
| 4.                           | 「EARLY LEMON」                             | 柳川英巳                  | 大沢誉志幸 | 5:59  |
| 5.                           | 「恋人といえない～COLD & HOT」              | 尾上文                    | 大沢誉志幸 | 4:01  |
| 6.                           | 「I WANT YOU」                              | 荒井啓子・K.Inojo・竹内学 | 大沢誉志幸 | 5:58  |
| 7.                           | 「DUMMY HEAD」                              | 柳川英巳                  | 大沢誉志幸 | 2:56  |
| 8.                           | 「天使の微笑」                              | 柳川英巳                  | 大沢誉志幸 | 4:46  |
| 9.                           | 「誰にもわからない」                        | K.Inojo・尾上 文          | 大沢誉志幸 | 4:04  |
| 10.                          | 「U≦N<D」                                   | K.Inojo                   | 大沢誉志幸 | 4:53  |
| 合計時間:                    | 合計時間:                                   | 合計時間:                 | 合計時間:  | 46:51 |

### 楽曲解説
1. G　
  - 先行シングル。
2. REAL ACTION
  - 後に、シングルカット。
3. MASCULIN-FÉMININ～ Serious Barbarian II
4. EARLY LEMON
5. 恋人といえない～COLD & HOT
6. I WANT YOU
7. DUMMY HEAD
8. 天使の微笑
9. 誰にもわからない
10. U≦N<D

## 参考資料
- アルバム『Serious Barbarian II』（EPIC・ソニー、1989年）
- アルバム『[I.D] Y BEST COLLECTION』（EPICレコード、1998年）